# Club Atlético Atenas (Montevideo)
El Club Atlético Atenas, es un club polideportivo de Montevideo, Uruguay del barrio Palermo. Su principal actividad es el baloncesto.
En su última actuación el equipo compitió en la DTA del baloncesto uruguayo, siendo campeón de la edición 2022 y consiguiendo el ascenso para volver al Metro en el año 2023, año en el que cumple 105 años desde su creación. [1]
En sus orígenes el club tenía sede en la Ciudad Vieja, pero en la década de 1950 se trasladó a Palermo donde tiene su estadio y complejo deportivo. Fue el primer equipo en salir cuatro veces seguidas campeón en Uruguay.

## Historia
El 11 de agosto de 1918 se reúnen en Asamblea General los alumnos de la Plaza de Deportes:
n.º 3, bajo la dirección del Sr. Rafael Galli y actuando en la secretaría el Sr. Leonardo De Luca. Una resolución de la C. N. de Educación Física, motiva la Asamblea. En esta, se solicita a los clubes afincados en las plazas de deporte y que participan con el nombre de éstas; que adopten un nombre diferente y que actúen de forma independiente.
El Sr. Galli propone el nombre de Club Atlético Atenas que fue aceptado y se nombra la primera Comisión Directiva integrada por: Presidente, J. P. Ames, Vice, Héctor Berruti, Secretario, Antonio M. Borderes, Prosecretario, Cr. Leonardo De Luca, Tesorero, Emilio Servetti Mitre, Carlos A. Fernández, Asesor Técnico, Rafael Galli; y con esto el sueño ateniense había comenzado. Ames, ciudadano francés quien se había encariñado con el deporte y concurría a la plaza, desempeñó su cargo durante pocos meses ya que se vio obligado a regresar inesperadamente a su país. Hasta el final del Periodo su puesto fue ocupado por Héctor Berruti.
A apenas un mes de su fundación, sus representantes se lucen en un torneo de atletismo que inició el 8 de septiembre, los primeros campeones del club fueron Servetti Mitre en salto largo, Berrutti en lanzamiento de disco y Leonardo de Luca en lanzamiento de martillo. En noviembre el club comienza una serie de victorias en las cuales se destaca el primer récord nacional obtenido por Juan A Campos, que logra el título de la carrera de 800 metros.
El 29 de diciembre comienza el Campeonato Nacional de Basketball en el cual Atenas se consagra campeón al vencer a Sporting por un tanto -19 de febrero de 1919-. Allí inició una hazaña en el cual se conquista este torneo durante 4 años consecutivos con el mismo equipo, integrado por H. Berruti, D. Estévez Martín, J. A. Collazo, L. Acuña A. Semino y J. Pigni.
Durante 1919 con una variada fortunas en atletismo, la Unión de Sociedades de Basketball organiza el primer torneo internacional el 18 de octubre. El equipo uruguayo que estaba integrado por los cinco titulares atenienses, derrota amplia mente al conjunto argentino. Sin embargo en la revancha jugada en San José, cae 21 a 17. Ese mismo año Atenas vuelve a conquistar el Campeonato Nacional venciendo a Sporting por 25 a 10.
A aquellos triunfos iniciales del 18, 19, 20 y 21, siguió el del 27, cuando en una decisión dividida la Comisión Nacional de Educación Física reconoció a los atenienses, mientras que la FUBB otorgó el título a Sporting.
Precisamente por aquellos años Atenas y Sporting era el partido clásico del básquetbol uruguayo. Luego ganaría ya el denominado Federal en 1931 y 1969, más la Liguilla de 1980-81. En el campo internacional fueron vicecampeones sudamericanos de clubes en 1970, en Punta Arenas, Chile.
Dos fueron las oportunidades en las que el club se metió en semifinales. Lo hizo en el 2007, año en el que culminó segundo en la fase clausura de la liga para ser posteriormente eliminado por Hebraica y Macabi en la serie semifinal que terminara 2-3. Un año después, el Atenas de Marcelo Signorelli pasó a Olimpia en cuartos de final para volver a meterse entre los cuatro mejores, pero fue nuevamente eliminado, esta vez en ese memorable quinto partido en el que el a la postre campeón Biguá forzó un alargue con triple de Martín Osimani (2-3)
En el año 2009, Atenas tuvo nuevamente la chance de acceder a una semifinal, cuando igualaran 2-2 la serie de cuartos ante Trouville. Pero se le suspendió la afiliación por la reiteración de incidentes a lo largo de la temporada, siendo la agresión a un parcial de Trouville el desencadenante principal.
El Club Atenas fue campeón del Metro en 2012 tras haber disputado 25 partidos en la temporada. José Luis Alonso fue el entrenador de las “alas negras” que finalizaron primeros en el Clasificatorio con récord 14-6. Las cuatro victorias en el arranque de la Liguilla fueron fundamentales para que el “ateniense” lograra el título y el ascenso a la Liga, con una marca total de 18-7.
En su retorno a primera división, el equipo consigue acceder a semifinales en dos temporadas consecutivas.
En la temporada 2015-2016 desciende nuevamente, militando desde 2016 en el Metro. En la edición 2017 del Metro consigue el ascenso, siendo campeón con un registro de 20 victorias y 4 derrotas.

## Uniforme
- Uniforme titular: Camiseta blanca con franjas celestes horizontales y pantalón blanco.

| 1918 - 2012 | 2008 | 1918 | 2009 |

- Uniforme alternativo: Camiseta negro y pantalón negro.

| 2012 | 2011 | 2008 | 2009 | 2009 |

En el año 2009, tras un acuerdo con Central Español Fútbol Club originario del mismo barrio (Palermo), Atenas utilizó en su indumentaria alternativa los colores del mencionado club (Camiseta roja con finas rayas blancas verticales y pantalón azul). Esta indumentaria alternativa la estrenó oficialmente en el cilindro ante Malvin en la decimotercera fecha de la primera rueda, de la Liga uruguaya 2009/10. Atenas utilizó esta nueva indumentaria en solo dos ocasiones y no triunfó usándola.

## La bandera más grande
La hinchada ateniense posee la bandera más grande del basquetbol uruguayo, la cual mide unos aproximados 50 metros de largo. La misma tiene el escudo de la institución en el centro y reza "C.A Atenas 1918".
Fue desplegada por la hinchada por primera vez en la temporada 2008/09 frente a Defensor Sporting, la misma cubrió por completo la tribuna "Dr Constante Turturiello" del Palacio Peñarol. El objetivo se consiguió luego de meses en que los fanáticos contribuyeran aportando dinero.

## Atenas en la TV
Durante parte de la temporada 2008/09, el club contó con la presencia de un programa de telerrealidad con el nombre de "Esto es Atenas", bajo la conducción de Gustavo Escanlar.
El programa que mezclaba el deporte con el reality fue emitido en el canal VTV y documentó la realidad cotidiana de un club de básquetbol, en este caso del club Atenas en el 90° aniversario de su nacimiento, las reuniones de la Comisión Directiva, los entrenamientos, las redes de ayuda social, el merendero, la Comisión de Damas, los festejos del 90° aniversario, la búsqueda de patrocinadores, los jugadores nuevos, las reuniones en la FUBB, las formativas, los padres, el director técnico, etcétera. También aparecieron los testimonios de las viejas glorias del club, las nuevas, los dirigentes, los hinchas, los recuerdos, la leyenda de la Troupe Ateniense, los campeonatos obtenidos.
Los responsables del programa acompañaron a los jugadores a sus casas y vivieron incluso un día con ellos. Lo mismo sucedió con los hinchas en sus casas, en sus trabajos, antes y después de los partidos.
El programa constó de un capítulo semanal de una hora los viernes después de la transmisión de básquet y con una repetición en otro horario. El mismo hizo estreno el viernes 3 de octubre de 2008.
La conducción y guion estuvo a cargo de Gustavo Escanlar, la producción general de Eleonora Navatta y la realización de José Andrés Peluffo.

## Entrenadores
| Entrenadores                                           |                    |                |                                                                 |
| Nombre                                                 | Nac.               | Temporada      | Racha                                                           |
| Robatto                                                | Bandera de Uruguay | 1965           |                                                                 |
| Vanerio                                                | Bandera de Uruguay | 1969           | Campeón                                                         |
| Víctor Hugo Berardi                                    | Bandera de Uruguay | 1977           |                                                                 |
| Gabriel Layerla                                        | Bandera de Uruguay | 1980–81        | Campeón Liguilla                                                |
| Gabriel Layerla                                        | Bandera de Uruguay | 1995           | Segunda de ascenso                                              |
| Gabriel Layerla                                        | Bandera de Uruguay | 1996           | Sube a 1.ª, suspenden su descenso por repechaje.                |
| Gabriel Layerla                                        | Bandera de Uruguay | 1997           |                                                                 |
| Gabriel Layerla                                        | Bandera de Uruguay | 1998           | 17 G 20 P - Rueda de permanencia                                |
| Gabriel Layerla                                        | Bandera de Uruguay | 1999           | 6 G 25 P - Rueda de clasificación                               |
| Marcelo Signorelli                                     | Bandera de Uruguay | 2000           | 13 G 11 P - Cuartos de final                                    |
| Ramiro De León                                         | Bandera de Uruguay | 2001           | 12 G 15 P - Rueda de permanencia                                |
| Daniel Ciechanovvechi                                  | Bandera de Uruguay | 2002           | 12 G 17 P - Rueda de permanencia                                |
| Alejandro González - Víctor Hugo Berardi               | Bandera de Uruguay | 2003 (Federal) | 13 G 15 P - Rueda de permanencia                                |
| Víctor Hugo Berardi - Francisco Bolaña - Héctor Da Prá | Bandera de Uruguay | 2004           | 8 G 13 P - Rueda de permanencia                                 |
| Julio Pereyra - Alejandro Glik                         | Bandera de Uruguay | 2005           | 25 G 26 P - Cuartos de final                                    |
| Alejandro Glik - Héctor Da Prá                         | Bandera de Uruguay | 2006           | 11 G 15 P - Rueda de clasificación                              |
| Héctor Da Prá - Víctor Hugo Berardi                    | Bandera de Uruguay | 2007           | 24 G 18 P - Semifinales.                                        |
| Víctor Hugo Berardi - Marcelo Signorelli               | Bandera de Uruguay | 2008           | 34 G 17 P - Semifinales.                                        |
| Héctor Da Prá                                          | Bandera de Uruguay | 2009           | 27 G 17 P - Cuartos de final.                                   |
| Germàn Fernández - José Luis Alonso                    | Bandera de Uruguay | 2011           | Segunda de Ascenso 12 G 12 P - Play Off.                        |
| José Luis Alonso                                       | Bandera de Uruguay | 2012           | Segunda de Ascenso 18 G 7 P - Campeón del torneo Metropolitano. |
| Esteban Yaquinta - Héctor Da Prá                       | Bandera de Uruguay | 2013           | 17 G 18 P - Semifinales.                                        |
| Héctor Da Prá - Adrián Capelli                         | Bandera de Uruguay | 2014           | 20 G 13 P - Semifinales.                                        |
| José Luis Alonso - Fernando Cabrera - Martín Frydman   | Bandera de Uruguay | 2015           | 6 G 17 P - Rueda de permanencia (desciende).                    |
| Martín Frydman                                         | Bandera de Uruguay | 2016           | 17 G 7 P - Liga Uruguaya de Ascenso (ex Metropolitano).         |
| Martín Frydman                                         | Bandera de Uruguay | 2017           |                                                                 |
| Martín Sedes                                           | Bandera de Uruguay | 2022           | Campeón DTA                                                     |
| Santiago Segovia                                       | Bandera de Uruguay | 2023           | en curso.                                                       |

## Historial
| Historial     | |
| Temporada     | Comentario                                                                                                   |
| Nacional      | |
| 1918          | Campeón nacional (invicto).                                                                                  |
| 1919          | Campeón nacional.                                                                                            |
| 1920          | Campeón nacional.                                                                                            |
| 1921          | Campeón nacional. Fue el primer tetracampeón de un torneo de Primera División.                               |
| 1926          | Considerado por la Comisión Nacional de Educación Física como el campeón Nacional                            |
| Federal       | |
| 1931          | Campeón federal.                                                                                             |
| 1932          | Vicecampeón ante Sporting.                                                                                   |
| 1936          | Tercer lugar.                                                                                                |
| 1938          | Vicecampeón ante Sporting.                                                                                   |
| 1939          | Vicecampeón ante Goes.                                                                                       |
| 1964          | Tercer lugar.                                                                                                |
| 1965          | Tercer lugar.                                                                                                |
| 1966          | Vicecampeón ante Welcome.                                                                                    |
| 1967          | Vicecampeón ante Welcome.                                                                                    |
| 1969          | Campeón federal.                                                                                             |
| 1970          | Vicecampeón sudamericano.                                                                                    |
| 1975          | Desciende junto con Colón - Campeón Juveniles(Sub-18).                                                       |
| 1976          | Campeón de segunda.                                                                                          |
| 1977          | Asciende junto con Verdirojo - Campeón Menores (Sub-16).                                                     |
| 1978          | Tercer lugar.                                                                                                |
| 1980–81       | Campeón Liguilla.                                                                                            |
| 1982          | Desciende junto con Goes.                                                                                    |
| 1984          | Asciende junto a Defensor.                                                                                   |
| 1988          | Desciende junto a Peñarol.                                                                                   |
| 1989          | Desciende a tercera.                                                                                         |
| 1990          | Campeón de tercera. Asciende a segunda.                                                                      |
| 1995          | Vicecampeón Asciende junto a Trouville.                                                                      |
| 1996          | Suspenden el descenso junto a Peñarol.                                                                       |
| 1997          | Octavos de final. Permanece por repechaje con Tabaré, Unión Atlética y Peñarol.                              |
| 2001          | Rueda de permanencia.                                                                                        |
| 2003          | Rueda de permanencia.                                                                                        |
| Liga Uruguaya | |
| 2003          | No participó.                                                                                                |
| 2004          | Rueda de permanencia.                                                                                        |
| 2005          | Cuartos de final.                                                                                            |
| 2007          | Semifinales.                                                                                                 |
| 2008          | Semifinales. Se le descontaron 2 puntos por incidentes.                                                      |
| 2009          | Cuartos de final. Se le descontaron 2 puntos y se le aplicó una desafiliación durante un año por incidentes. |
| 2010          | No participó de la liga.                                                                                     |
| 2011          | Se reintegró participando en el Metropolitano de Segunda División.                                           |
| 2012          | Campeón del torneo Metropolitano de Segunda División.                                                        |
| 2013          | Semifinales.                                                                                                 |
| 2014          | Semifinales.                                                                                                 |
| 2015          | Rueda de permanencia (desciende).                                                                            |
| 2016          | Liga Uruguaya de Ascenso (ex Metropolitano).                                                                 |
| 2017          | Campeón del torneo Metropolitano de Segunda División.                                                        |

## Jugadores
| Plantel 2017   | Plantel 2017         | Plantel 2017 | Plantel 2017 | Plantel 2017 |
| -------------- | -------------------- | ------------ | ------------ | ------------ |
| Número         | Nombre de Jugador    | Posición     | Fecha        | Altura       |
| 22             | P. Federico Da Cunda | Alero        | 2000-04-24   | 192          |
| 1              | Anthony Dandridge    | Ala pivot    | 1986-02-26   | 196          |
| 3              | Juan Santiso         | Base         | 1994-05-03   | 185          |
| 4              | Hakeem Da Silva      | Ala-pívot    | 1997-03-21   | 190          |
| 5              | Fausto Pomoli        | Pívot        | 1994-09-03   | 200          |
| 6              | Bruno Fernández      | Escolta      | 1998-12-20   | 186          |
| 7              | Omar Galeano         | Pivot        | 1981-08-03   | 199          |
| 8              | Gonzalo Brea         | Base         | 1996-12-01   | 165          |
| 9              | Nicolás Catala       | Alero        | 1991-05-23   | 200          |
| 10             | Fabricio Badaracco   |              | 1996-08-04   |              |
| 11             | Luciano Planells     | Base         | 2001-10-24   | 182          |
| 13             | Mauro Zubiaurre      | Base         | 1994-06-04   | 187          |
| 14             | Mateo Pose           | Alero        | 1994-12-27   | 190          |
| 15             | Martín Olivera       |              | 1997-11-12   |              |
| 15             | Santiago Prato       |              | 1997-02-05   |              |
| 20             | Agustín Pose         | Base         | 1998-10-16   | 193          |
| 81             | Tadeo Girbau         | Pivot        | 1996-08-05   | 199          |
| Cuerpo técnico |                      |              |              |              |
|                | Martín Frydman       | Entrenador   | Entrenador   | Entrenador   |

## Palmarés

### Títulos de Primera División (7)
- Campeonato Nacional (4): 1918, 1919, 1920, 1921 y 1926*.
- Campeonato Federal (2): 1931 y 1969.
- Campeonato Liguilla (1): 1980-81

### Títulos de Segunda División (2)
- Torneo Metropolitano (2): 2012, 2017.[2][3]

### Títulos de Tercera División (1)
- Tercera de ascenso (2): 1990.2022

### Vicecampeón
- Campeonato Federal (5):1932, 1938, 1939, 1966 y 1967
- Segunda División (1): 1995

- En 1926, la Comisión Nacional de Educación Física reconoció a  Atenas, como Campeón Nacional, pero la FUBB consideró a Sporting como el campeón. Se fijó una final a disputarse en la tarde del 16 de noviembre de 1930, pero Sporting no se presentó. Desde ese momento la FUBB llamó a su torneo Campeonato Federal. No se supo la razón del desacuerdo entre la FUBB y la Comisión Nacional de Educación Física.

| Historial en la liga |     |     |      |                              |
| PJ                   | PG  | PP  | %    | Mejor ubicación              |
| 236                  | 129 | 107 | 54,6 | Semifinales 2007-08, 2008-09 |

| Historial torneo Metropolitano |    |    |      |                 |
| PJ                             | PG | PP | %    | Mejor ubicación |
| 48                             | 30 | 18 | 62,5 | Campeón 2012    |

## Otras disciplinas deportivas

### Atletismo
Atenas fue fundador de la Confederación Atlética del Uruguay en el año 1918, el mismo año de la fundación del Club, desde ese año hasta 1986 ha sido principal actor del Atletismo Nacional, brindándole a este infinidad de campeones ya sea a nivel nacional o internacional, ha sabido tener en sus filas a gran cantidad de recordistas nacionales y sudamericanos. Hoy cuenta con una directiva en la CAU que ha impulsado el surgimiento de nuevos Clubes, Instituciones y Federaciones que practiquen el atletismo, esto ha redundado en el aumento de la participación de atletas en los torneos lo que sumado al auge de las carreras masivas de calle han impulsado un resurgir del atletismo Nacional En esta coyuntura favorable para el atletismo Nacional el club ha decidido reafiliarce a la CAU desde el mes de diciembre de 2011.
Tiene una escuela atlética con jóvenes del club a partir de 12 años, trabajando en principio en los espacios abiertos cercanos al club, la fase inicial se va a realizar en escenarios variados y a medida que se avance se pasará a realizar parte de los entrenamientos en la pista oficial de atletismo. La otra parte de la propuesta integra a corredores callejeros, actividad muy de moda en la actualidad, creando un “team running”.

## Ámbito social

### Merendero Alas Amigas
Se puso en funcionamiento de un merendero, todos los días de 17 a 19 horas y en donde más allá de atenderse de 20 a 30 niños y brindarle su merienda, están teniendo un espacio donde desarrollar sus manualidades y ser atendidos por profesionales dentro del propio club.
Es una labor social apoyada por empresas privadas y amigos atenienses con el afán de querer que el club pueda llegar a formar parte de la vida de estos niños.

### La Troupe Ateniense
Sus actividades se extendieron al área cultural con la Troupe ateniense, un grupo que descolló con sus presentaciones en el Teatro Solís y escenarios de Buenos Aires. Algunos de los decorados de sus actuaciones son conservados aún por el club.
La Troupe fue instituida con el fin de reunir fondos con el fin de reunir fondos que posibilitaran la compra de la casa propia. Ese objetivo se alcanzó en 1926 con la adquisición de la sede en la calle Reconquista, frente al Templo Inglés, que durante muchos años fuera uno de los dos principales escenarios techados de clubes de la Federación.